# Tupolev ANT-1
Tupolev ANT-1 là máy bay đầu tiên của Tupolev OKB, thiết kế bởi Andrei Tupolev và dựa trên công trình của ông với aerosleighs and boats. Chiếc máy bay này được ông kỳ vọng sẽ chỉ được sử dụng như một cách để ông kiểm chứng ý tưởng của mình và giúp Xô Viết hiểu cách sử dụng kim loại để chế tạo máy bay.

## Quốc gia sử dụng
Soviet Union
- Nhà máy Tupolev.

## Tính năng kỹ chiến thuật
Dữ liệu lấy từ Tupolev: The Man and His Aircraft
Đặc điểm tổng quát
- Kíp lái: one
- Chiều dài: 5.4 m (17 ft 8½ in)
- Sải cánh: 7.2 m (23 ft 7⅜ in)
- Chiều cao: 1.7 m (5 ft 7 in)
- Diện tích cánh: 10.0 m2 (108 ft2)
- Trọng lượng rỗng: 229 kg (504 lb)
- Trọng lượng có tải: 360 kg (792 lb)
- Powerplant: 1 × Anzani radial, 26 kW (35 hp) mỗi chiếc

Hiệu suất bay
- Vận tốc cực đại: 135 km/h (84 mph)
- Tầm bay: 540 km (335 dặm)
- Trần bay: 400 m (1.300 ft)